# Камерный оркестр Юго-Западной Германии
Камерный оркестр Юго-Западной Германии (нем. Südwestdeutsches Kammerorchester Pforzheim, часто Пфорцхаймский камерный оркестр) — немецкий камерный оркестр, базирующийся в Пфорцхайме. Основан в 1950 году дирижёром Фридрихом Тилегантом и состоял первоначально по большей части из его учеников.
С самого начала коллектив специализировался, главным образом, на исполнении барочной музыки; наиболее известными записями Пфорцхаймского камерного оркестра под управлением самого Тилеганта стали «Бранденбургские концерты» Иоганна Себастьяна Баха и сочинения Георга Филиппа Телемана. В то же время оркестр обращался и к современной музыке: так, в 1967 году он исполнил премьеру Концерта для гитары с оркестром Цезара Бресгена (солист Барна Ковач), среди других премьер оркестра — произведения Бориса Блахера, Харальда Генцмера, Жана Франсе. В 1960 году оркестр принял участие в Зальцбургском фестивале, в 1964 г. совершил гастрольную поездку в ГДР. В 1970-е гг. импульс международной репутации оркестра задали два продолжительных гастрольных тура в США.

## Главные дирижёры
- Фридрих Тилегант (1950—1968)
- Пауль Ангерер (1971—1981)
- Владислав Чарнецкий (1986—2002)
- Себастьян Тевинкель (с 2002 г.)